# Port lotniczy Elista
Port lotniczt Elista (IATA: ESL, ICAO: URWI) – port lotniczy położony w Elista, w Kałmucji, w Rosji.

## Linie lotnicze i kierunki lotów
| Linia lotnicza | Kierunek                              |
| -------------- | ------------------------------------- |
| AZIMUT         | 1. Moskwa-Wnukowo 2. Sankt Petersburg |